# يغمراسن بن زيان
يغمراسـن بن زيان بن ثابت بن محمد، (ولد عام 603 هـ/1206م - توفي 680 هـ/1282م)، وتولى حكم تلمسان في عهد الخليفة الموحدي عبد الواحد الرشيد بن المأمون الذي كتـب له بالعهد على ولاية المغرب الأوسط، وهو مؤسس الدولة الزيانية.

## بناء الدولة لجديدة
كان يغمراسن بن زيان يتميّز بصفات وخصال أهلته مما سهل عليه بالقيام بدور كبير في وضع الأسس المتينة لدولة بني عبد الواد النّاشئة، وتميّز بمواقفه الحربية الكثيرة، خاصّة ضدّ قبائل بني توجين ومغراوة، حيث خرّب مواطنهم في محاولة منه لإخضاعهم وضمّهم إلى سلطته كما حالف قبيلة زغبة، وكانت له مع بني مرين بالمغرب الأقصى عدّة حروب وكذلك مع بني حفص شرقا، ورغم هزائمه أمامهم كان يدافع عن مملكته محاولا حمايتها من الأخطار الّتي كانت تتهددها شرقا وغربًا، وبدأ في توسيع حدودها على حساب أقاليم الدّولة الموحدية الّتي كانت تتداعى للسقوط، ثمّ قام بإلغاء سلطة الموحدين على تلمسان واستقلّ بها مع إبقائه على الدعاء والخطبة للخليفة الموحدي وذكر اسمه في السّكة، ونازعه بنو مطهر وبنو راشد لكنّه هزمهم، وأقام الدّولة على قواعد متينة، فاتخذ الوزراء والكتاب والقضاة، وبعث في الجهات العمال ولبس شارة الملك. واستمر عهده حتّى سنة 681هـ /1282م ما مكّنه من توطيد ملكه وتأسيس نظم دولة جديدة بالمغرب الأوسط.

### خصاله سيرته في رعيته
كان يقول ابن خلدون:
| يغمراسن بن زيان | من أشد هذا الحي بأساً وأعظمهم في النفوس مهابة وجلالة وأعرفهم بمصالح قبيلته وأقواهم كاهلا على حمل الملك واضطلاعاً بالتدبير والرياسة، كان مرموقاً بعين التجلة مؤملاً للأمر عند المشيخة وتعظم من أمره عند الخاصة ويفزع إليه في نوائبه العامة. | يغمراسن بن زيان |

## حاله مع العلم
وفد عليه لأول دولته ابن وضاح والذي أتى مع جالية المسلمين من الأندلس فآثره وقرب مجلسه وأكرم نزله وأحله من الخلة والشورى بمكان اصطفاه له.ووفد في جملته أبو بكر بن الخطاب المبايع لأخيه بمرسيه وكان مرسلاً بليغاً وكاتباً مجيداً وشاعراً محسناً فاستكتبه وصدر عنه من الرسائل في خطاب خلفاء الموحدين بمراكش وتونر في عهود بيعاتهم ما تنوقل وحفظ.

## وفاته وولاية ابنه
خرج السلطان يغمراسن من تلمسان سنة (81هـ) واستعمل عليها ابنه عثمان وتوغل في بلاد مغراوة وملك ضواحيهم. ونزل له ثابت بن منديل عن مدينة تنس فتناولها من يده. ثم بلغه الخبر بإقبال أخيه أبي عامر برهوم من تونس بابنة السلطان أبي إسحاق عرس ابنه فتلوم هنالك إلى أن لحقه بظاهر مليانة فارتحل إلى تلمسان وأصابه الوجع في طريقه. وعندما احتل شربويه اشتد به وجعه فهلك هنالك آخر ذي القعدة من سنته. والبقاء له وحده. فحمله ابنه أبو عامر على أعواده وواراه في خدر مورياً بمرضه إلى أن تجاوز بلاد مغراوة إلى سيك. ثم أخذ السير إلى تلمسان فلقيه أخوه عثمان بن يغمراسن ولي عهد أبيه في قومه فبايعه الناس وأعطوه صفقة أيمانهم.ثم دخل إلى تلمسان فبايعه العامة والخاصة وخاطب لحينه الخليفة بتونس أبا إسحاق وبعت إليه ببيعته فراجعه بالقبول وعقد له على عمله على الرسم ثم خاطب يعقوب ين عبد الحق يطلب منه السلم لما كان أبوه يغمراسن أوصاه به.

## وصيته لابنائه
يقول ابن خلدون حدثنا شيخنا العلامة أبو عبد الله محمد بن إبراهيم الآبلي قال:
| يغمراسن بن زيان | «سمعت من السلطان أبو حمو موسى بن عثمان وكان قهرماناً بداره قال: أوصى دادا يغمراسن لدادا عثمان - ودادا حرف كناية عن غاية التعظيم بلغتهم - فقال له يا بني إن بني مرين بعد استفحال ملكهم واستيلائهم على الأعمال الغربية وعلى حضرة الخلافة بمراكش لا طاقة لنا بلقائهم إذا جمعوا لوفود مددهم ولا يمكنني أنا القعود عن لقائهم لمعرة النكوص عن القرن التي أنت بعيد عنها.فإياك واعتماد لقائهم وعليك باللياذ بالجدران متى دلفوا إليك وحاول ما استطعت في الاستيلاء على ما جاورك من عمالات الموحدين وممالكهم يستفحل به ملكك وتكافئ حشد العدو بحشدك.ولعلك تصير بعض الثغور الشرقية معقلاً لذخيرتك.فعلقت وصية الشيخ بقلبه واعتقد عليها ضمائره وجنح إلى السلم مع بني مرين ليفرغ عزمه لذلك.وأوفد أخاه محمد بن يغمراسن على يعقوب بن عبد الحق بمكانه من العدوة الأندلسية في إجازته الرابعة إليها فخاض إليه البحر ووصله باركش فلقاه براً وكرامة وعقد له من السلم ما أحب.وانكفأ راجعا إلى أخيه فطابت نفسه وفرغ لافتتاح البلاد الشرقية | يغمراسن بن زيان |